# Macrocera geminata
Macrocera geminata är en tvåvingeart som beskrevs av Oskar Augustus Johannsen 1910. Macrocera geminata ingår i släktet Macrocera och familjen platthornsmyggor.
Artens utbredningsområde är New York. Inga underarter finns listade i Catalogue of Life.